# Ume Aoki
Ume Aoki (蒼樹 うめ Aoki Ume?, n. 3 de agosto; prefectura de Hyōgo) es una mangaka japonesa, conocida por crear el manga Hidamari Sketch.
Aoki ha ilustrado bajo el seudónimo de "Apply Fujimiya" para la novela visual Sanarara (Nekoneko Soft) y "Apricot+" para los diversos doujinshi que hace. También se ha doblado a sí misma en su aspecto de oruga en la versión animada de Hidamari Sketch. A finales de 2010, Aoki diseñó los personajes de la producción, Puella Magi Madoka Magica, animada por Shaft.

## Trabajos
- Hidamari Sketch (ひだまりスケッチ Hidamari Sukecchi?) (Manga original, voz de "Ume-sensei" en el anime)[3]
- Tetsunagi Kooni (てつなぎこおに?  lit. Hand Holding Little Demon) (Manga original)[4]
- Sanarara (サナララ?) (Diseño de personajes, Arte)
- Puella Magi Madoka Magica (魔法少女まどか☆マギカ Mahō Shōjo Madoka Magika?) (Diseño de personajes original)[5]